# Protocol trivial de transferència de fitxers
El Protocol trivial de transferència de fitxers o TFTP (de l'anglès Trivial file transfer protocol), és un protocol de transferència molt simple similar a una versió bàsica d'FTP. El TFTP sovint s'utilitza per a transferir petits arxius entre ordinadors en una xarxa, com quan una terminal X Window o qualsevol altre client lleuger arranca des d'un servidor de xarxa.
Alguns detalls de TFTP: 
- Utilitza UDP (port 69) com a protocol de transport (a diferència d'FTP que utilitza el port 21 TCP).
- No pot llistar el contingut dels directoris.
- No existeixen mecanismes d'autenticació o xifrat.
- S'utilitza per a llegir o escriure arxius d'un servidor remot.